# Austrotoxeuma
Austrotoxeuma is een geslacht van vliesvleugeligen uit de familie Perilampidae. De wetenschappelijke naam van dit geslacht is voor het eerst geldig gepubliceerd in 1929 door Girault.

## Soorten
Het geslacht Austrotoxeuma omvat de volgende soorten:
- Austrotoxeuma coerulea Girault, 1929
- Austrotoxeuma kuscheli Boucek, 1988